# Afton (Minnesota)
Afton – miasto w Stanach Zjednoczonych, w stanie Minnesota, w hrabstwie Washington, położone na zachodnim brzegu rzeki Saint Croix.